# Atletica leggera alla XXIX Universiade - Salto in alto femminile
Il salto in alto femminile alla XXIX Universiade si è svolto dal 26 al 28 agosto 2017.

## Podio
| Oro     | Oksana Okuneva Ucraina     |
| Argento | Iryna Herashchenko Ucraina |
| Bronzo  | Airinė Palšytė Lituania    |

## Risultati

### Qualificazioni
Si qualificano alla finale le atlete che saltano 1,91 m Q o le dodici migliori misure q.
| Posizione | Gruppo | Atleta                     | Nationalità | 1.50 | 1.60 | 1.65 | 1.70 | 1.75 | 1.80 | Risultato | Note                                     |
| --------- | ------ | -------------------------- | ----------- | ---- | ---- | ---- | ---- | ---- | ---- | --------- | ---------------------------------------- |
| 1         | B      | Jossie Graumann            | Germania    | –    | –    | –    | –    | –    | o    | 1.80      | q                                        |
| 1         | B      | Airinė Palšytė             | Lituania    | –    | –    | –    | –    | –    | o    | 1.80      | q                                        |
| 3         | A      | Julia du Plessis           | Sudafrica   | –    | –    | o    | o    | o    | –    | 1.75      | q                                        |
| 3         | A      | Ximena Esquivel            | Messico     | –    | –    | –    | –    | o    | –    | 1.75      | q,                                       |
| 3         | A      | Nicola McDermott           | Australia   | –    | –    | –    | –    | o    | –    | 1.75      | q                                        |
| 3         | A      | Oksana Okuneva             | Ucraina     | –    | –    | –    | o    | o    | –    | 1.75      | q                                        |
| 3         | A      | Marija Vuković             | Montenegro  | –    | –    | –    | –    | o    | –    | 1.75      | q                                        |
| 3         | B      | Iryna Herashchenko         | Ucraina     | –    | –    | –    | –    | o    | –    | 1.75      | q                                        |
| 3         | B      | Hannah Joye                | Australia   | –    | –    | –    | –    | o    | –    | 1.75      | q                                        |
| 3         | B      | Gloria Alejandra Maldonado | Messico     | –    | –    | –    | o    | o    | –    | 1.75      | q,                                       |
| 3         | B      | Yeung Man Wai              | Hong Kong   | –    | –    | –    | o    | o    | –    | 1.75      | q                                        |
| 12        | B      | Tatiana Dunajská           | Slovacchia  | –    | o    | o    | o    | xxx  |      | 1.70      | q                                        |
| 13        | A      | Teele Treiel               | Estonia     | –    | o    | xo   | o    | xxx  |      | 1.70      | Miglior prestazione personale stagionale |
| 14        | A      | Nonhlanhla Seyama          | eSwatini    | –    | o    | xo   | xxo  | xxx  |      | 1.70      |                                          |
| 15        | B      | Teele Palumaa              | Estonia     | –    | o    | o    | xxx  |      |      | 1.65      |                                          |
| 15        | B      | Veronika Podlesnik         | Slovenia    | –    | o    | o    | xxx  |      |      | 1.65      |                                          |
|           | A      | Rehma Khalid               | Pakistan    | xxx  |      |      |      |      |      | NM        |                                          |

### Finale
| Posizione | Atleta                     | Nationalità | 1.70 | 1.75 | 1.80 | 1.84 | 1.88 | 1.91 | 1.94 | 1.97 | 2.00 | Risultato | Note                                     |
| --------- | -------------------------- | ----------- | ---- | ---- | ---- | ---- | ---- | ---- | ---- | ---- | ---- | --------- | ---------------------------------------- |
|           | Oksana Okuneva             | Ucraina     | –    | –    | o    | o    | xo   | o    | xxo  | o    | xxx  | 1.97      | Miglior prestazione personale stagionale |
|           | Iryna Herashchenko         | Ucraina     | –    | –    | o    | o    | o    | o    | xxx  |      |      | 1.91      |                                          |
|           | Airinė Palšytė             | Lituania    | –    | –    | o    | o    | o    | xo   | xx–  | –    | x    | 1.91      |                                          |
| 4         | Marija Vuković             | Montenegro  | –    | o    | o    | o    | xo   | xxx  |      |      |      | 1.88      |                                          |
| 4         | Ximena Esquivel            | Messico     | –    | o    | o    | o    | xo   | xxx  |      |      |      | 1.88      | Miglior prestazione personale stagionale |
| 4         | Jossie Graumann            | Germania    | –    | –    | o    | o    | xo   | xxx  |      |      |      | 1.88      |                                          |
| 7         | Nicola McDermott           | Australia   | –    | –    | o    | o    | xxo  | xxx  |      |      |      | 1.88      |                                          |
| 8         | Yeung Man Wai              | Hong Kong   | –    | o    | o    | xo   | xxx  |      |      |      |      | 1.84      |                                          |
| 9         | Hannah Joye                | Australia   | –    | o    | o    | xxo  | xxx  |      |      |      |      | 1.84      |                                          |
| 10        | Julia du Plessis           | Sudafrica   | o    | o    | o    | xxx  |      |      |      |      |      | 1.80      |                                          |
| 11        | Gloria Alejandra Maldonado | Messico     | o    | o    | xxo  | xxx  |      |      |      |      |      | 1.80      | Miglior prestazione personale            |
| 12        | Tatiana Dunajská           | Slovacchia  | o    | xxx  |      |      |      |      |      |      |      | 1.70      |                                          |